# Anna Maria Dossena
Anna Maria Dossena (Carrara, 17 febbraio 1912 – Roma, 18 giugno 1990) è stata un'attrice italiana.

## Biografia
Nacque a Carrara nel 1912. Iniziò la sua carriera nel teatro di rivista per passare al cinema con l'avvento del sonoro. Interpretò ruoli per lo più secondari in una ventina di film. La sua ultima apparizione conosciuta risale al 1989 ne Il bambino e il poliziotto diretta da Carlo Verdone.

## Filmografia

Anna Maria Dossena e Silvio Orsini durante le riprese del film Televisione (1931)

- Televisione, regia di Charles de Rochefort (1931)
- La vecchia signora, regia di Amleto Palermi (1931)
- Amore, regia di Carlo Ludovico Bragaglia (1935)
- Lohengrin, regia di Nunzio Malasomma (1936)
- Musica in piazza, regia di Mario Mattoli (1936)
- Eravamo 7 sorelle, regia di Nunzio Malasomma (1937)
- Eravamo sette vedove, regia di Mario Mattoli (1939)
- Un uomo ritorna, regia di Max Neufeld (1946)
- Sambo, regia di Paolo William Tamburella (1950)
- Il sole negli occhi, regia di Antonio Pietrangeli (1953)
- Due soldi di felicità, regia di Roberto Amoroso (1954)
- Un apprezzato professionista di sicuro avvenire, regia di Giuseppe De Santis (1971)
- Film d'amore e d'anarchia - Ovvero "Stamattina alle 10 in via dei Fiori nella nota casa di tolleranza...", regia di Lina Wertmüller (1973)
- Salò o le 120 giornate di Sodoma, regia di Pier Paolo Pasolini (1975)
- Vergine, e di nome Maria, regia di Sergio Nasca (1975)
- Mi faccia causa, regia di Steno (1984)
- Amici miei - Atto IIIº, regia di Nanni Loy (1985)
- Fiori di zucca, regia di Stefano Pomilia (1989)
- Il bambino e il poliziotto, regia di Carlo Verdone (1989)